# Marwan Barghouti
Marwan Barghouti (Kobar, 6 de juny de 1959) és un polític palestí, militant de Fatah que va donar suport inicialment al procés de pau en el conflicte amb Israel però que posteriorment va abanderar la segona intifada. Actualment està empresonat acusat d'assassinat però la seva influència política no ha minvat.
Nascut a Kobar, va enrolar-se a Fatah a l'adolescència, militància que el portaria a la presó en diverses ocasions. Va graduar-se en història i ciències polítiques a la Universitat de Birzeit, cursant part de la carrera des de la presó. Va casar-se amb l'advocada Fadwa Ibrahim, defensora dels drets dels presos palestins, amb qui ha tingut quatre fills. Escollit en 1996 membre del Consell Legislatiu Palestí, va defensar la creació d'un estat independent per a Palestina. Decebut amb el que considerava immobilisme israelià després dels Acords d'Oslo, va cridar des de la seva posició a accions directes contra Israel i va liderar Tanzim, la branca armada de Fatah, des d'on animava a la intifada. Va haver-se d'exiliar a Jordània durant uns anys sense perdre el seu escó.
Ha participat en nombrosos aldarulls als punts de control isrealians, promovent protestes contra la policia que tanca el pas entre territoris dominats pels palestins i els de majoria jueva. També destacà en els discursos dels funerals dels palestins morts en accions militars, que van fer augmentar la seva influència política. Fou acusat de pertànyer a les brigades dels màrtirs d'Al-Aqsa, responsables de diversos atemptats suïcides amb bombes contra civils, fet que el portà novament a la presó. Durant el judici previ, va negar-se a declarar, adduint que el jutge no era imparcial. Des de la condemna final a cadena perpètua, va iniciar-se una forta campanya internacional per al seu alliberament. Es va intentar també un intercanvi pel soldat Gilad Shalit, però debades. Els arguments per al seu alliberament inclouen un arrest il·legal, l'intent d'assassinat previ que va patir a mans del govern israelià i la necessitat de bastir ponts dins del procés de pau, ja que ha declarat que s'oposa a les morts de civils. Per contra, els detractors afirmen que no es pot alliberar persones considerades terroristes o s'impulsarien més atemptats, ja que se li imputen més de cinc assassinats.
Barghouti va crear un partit polític, Al-Mustaqbal, on recollia l'herència de Fatah però s'allunyava del que considerava excessiu pactisme, violacions dels drets humans i corrupció. Va participar també com a mediador entre Fatah i Hamàs per apropar posicions i va ser escollit novament diputat malgrat romandre empresonar, atesa l'alta popularitat que manté entre els seus conciutadans. Se'l contempla com un potencial president d'un futur estat palestí. Ha cridat en diverses ocasions a iniciar una tercera intifada per a pressionar el govern israelià.